# Sedmi pečat
Sedmi pečat (šved. Det sjunde inseglet, eng.: The Seventh Seal) je film Ingmara Bergmana iz 1957. Priča prati viteza koji na putu kroz srednjovjekovnu Švedsku preispituje vlastitu vjeru i pokušava pronaći Boga i smisao postojanja.  Film je poznat po scenama u kojima vitez igra šah protiv Smrti kako bi produžio vlastiti život.  Naslov je preuzet iz Biblije (Apokalipsa), a cijeli citat se tijekom radnje nekoliko puta spominje.  
1957. na festivalu u Cannesu dobio je posebnu nagradu žirija.  Iste godine Bergman je objavio Divlje jagode, također vrlo uspješan film slične tematike.  

## Radnja
Sredinom 12. stoljeća, vitez Antonius Block i njegov štitonoša su se vratili u Švedsku nakon desetogodišnjeg križarskog pohoda. Zemljom hara kuga, a Antonius brzo otkriva da je Smrt došla i po njega. Kako bi dobio na vremenu, i uspio se vratiti kući, izaziva Smrt na višednevnu partiju šaha. Usput igrajući šah, putuje zemljom i pokušava dokučiti postojanje Boga i smisao vlastitog života. Vjera mu je potresena, a dodatno je potkopavaju događaji iz okoline i cinični štitonoša.  
Putem nailaze na razne likove i pojave srednjovjekovnog života: flagelante, spaljivanje vještice, ljudsku okrutnost i ljubavne jade; vrlo je naglašena kritika svećenstva koje se služi strahom da bi kontroliralo narod. Antonius sve više sumnja u postojanje Boga i boji se ništavila koje možda slijedi nakon smrti. Očaju viteza i ogorčenosti štitonoše, suprotstavljena je sreća i duhovnost bračnog para putujućih zabavljača. Pri završetku šahovske partije, Antonius nadmudruje Smrt i omogućuje spas mladom paru. Dok su vitez i ostatak družine uvučeni u ples smrti, njih dvoje nastavljaju svoje putovanje.

## Zanimljivosti
- Inspiraciju za film Bergman je pronašao na slici čovjeka u igri šaha protiv smrti, koju je vidio u srednjovjekovnoj crkvi nedaleko od Stockholma.
- Prikaz srednjeg vijeka u filmu nije potpuno vjeran stvarnosti:  flagelanti nikada nisu postojali u Švedskoj, a egzistencijalna pitanja koja muče glavnog junaka nisu uobičajena za srednjovjekovnu filozofiju.
- U jednom intervjuu, Bergman je priznao kako mu je ovaj film pomogao da svlada strah od smrti.

## Vanjske poveznice
- Sedmi pečat u internetskoj bazi filmova IMDb-a
- Criterion Collection essay by Peter Cowie  Arhivirana inačica izvorne stranice od 19. listopada 2006. (Wayback Machine)
- Analysis of film from They Shoot Pictures, Don't They?  Arhivirana inačica izvorne stranice od 10. rujna 2006. (Wayback Machine)